# Europese kampioenschappen kortebaanzwemmen 2002
De Europese kampioenschappen kortebaanzwemmen 2002 werden van donderdag 12 tot en met zondag 15 december 2002 georganiseerd in het SachsenArena in het Duitse Riesa. De zesde editie van het toernooi stond onder auspiciën van de Europese zwembond LEN. De SachsenArena is een multifunctionele uitgeruste sporthal met achtduizend zitplaatsen. 

## Uitslagen

### Donderdag 12 december 2002
```
FINALE 400 METER 
VRIJE SLAG
 MANNEN

1. 
Emiliano Brembilla
 (Italië) 3.40,60
2. 
Joeri Priloekov
 (Rusland) 3.41,90
3. Athanasios Oikonomou (Griekenland) 3.44,68
4. Kvetoslav Svoboda (Tsjechië) 3.44,82
5. Matteo Pelliciari (Italië) 3.45,88
6. Sergiy Fesenko (Oekraïne) 3.49,41
7. Martin Vrhovsek (Slovenië) 3.50,67
8. Spyridon Gianniotis (Griekenland) 3.52,01
```

```
FINALE 200 METER 
RUGSLAG
 MANNEN

1. 
Örn Arnarson
 (IJsland) 1.54,00
2. Stephen Parry (Groot-Brittannië) 1.54,11
3. 
Gordan Kožulj
 (Kroatië) 1.54,50
4. Evgueni Alechine (Rusland) 1.55,24
5. Jorge Sanchez (Spanje) 1.55,86
6. Simon Dufour (Frankrijk) 1.56,22
7. 
László Cseh
 (Hongarije) 1.56,23
8. Volodymyr Nikolaychuk (Oekraïne) 1.56,94
```

```
FINALE 200 METER 
WISSELSLAG
 VROUWEN

1. 
Jana Klotsjkova
 (Oekraïne) 2.08,28 (
Europees record
)
2. Alenka Kejzar (Slovenië) 2.09,33
3. Hanna Shcherba (Wit-Rusland) 2.10,23
4. Julie-Hjørt Hansen (Denemarken) 2.11,57
5. Tatiana Rouba (Spanje) 2.13,97
6. Paula Carballido (Spanje) 2.14,62
7. Federica Biscia (Italië) 2.14,69
8. Vered Borochovski (Israël) 2.16,12
```

```
FINALE 200 METER 
VLINDERSLAG
 VROUWEN

1. 
Eva Risztov
 (Hongarije) 2.07,19
2. 
Mette Jacobsen
 (Denemarken) 2.08,30
3. Roser Vives (Spanje) 2.08,40
4. 
Sophia Skou
 (Denemarken) 2.08,80
5. Francesca Segat (Italië) 2.09,37
6. Mirela Garcia (Spanje) 2.09,68
7. Petra Zahrl (Oostenrijk) 2.10,16
8. Marcela Kubalcikova (Tsjechië) 2.11,77
```

```
FINALE 200 METER 
WISSELSLAG
 MANNEN

1. 
Jani Sievinen
 (Finland) 1.55,47
2. Tamas Kerekjarto (Hongarije) 1.56,07
3. 
Peter Mankoč
 (Slovenië) 1.56,28
4. 
Jens Kruppa
 (Duitsland) 1.58,00
5. 
Alessio Boggiatto
 (Italië) 1.58,06
6. 
Christian Keller
 (Duitsland) 1.58,43
7. Sergiy Sergeyev (Oekraïne) 1.58,60
8. Kresimir Cac (Kroatië) 2.00,05
```

```
FINALE 50 METER 
VRIJE SLAG
 MANNEN

1. 
Stefan Nystrand
 (Zweden) 21,55
2. 
Lorenzo Vismara
 (Italië) 21,66
3. Rolandas Gimbutis (Litouwen) 21,74
4. 
Johan Kenkhuis
 (Nederland) 21,85
5. Vyacheslav Shyrshov (Oekraïne) 22,07
6. Julien Sicot (Frankrijk) 22,09
7. Oleksandr Volynets (Oekraïne) 22,18
8. Zsolt Gaspar (Hongarije) 22,27
```

```
FINALE 50 METER 
SCHOOLSLAG
 VROUWEN

1. 
Emma Igelström
 (Zweden) 30,89
2. Sarah Poewe (Duitsland) 30,90
3. Janne Schaefer (Duitsland) 31,12
4. Elena Bogomazova (Rusland) 31,45
5. Majken Thorup (Denemarken) 31,53
6. Emma Robinson (Ierland) 31,74
7. Mirna Jukic (Oostenrijk) 31,82
8. 
Svetlana Bondarenko
 (Oekraïne) 32,04
```

```
FINALE 4×50 METER 
WISSELSLAG
 MANNEN
```

```
1. 
DUITSLAND 1.34,72
 (
Wereldrecord
)

Stev Theloke
 24,14

Jens Kruppa
 26,74

Thomas Rupprath
 22,34
Carsten Dehmlow 21,50
```

```
2. 
FINLAND 1.35,69

Jani Sievinen
 24,74
Jarno Philava 26,74
Tero Valimää 22,87

Jere Hård
 21,34
```

```
3. 
OEKRAÏNE 1.36,46

Vyacheslav Shyrshov 25,42

Oleg Lisogor
 26,06

Andrij Serdinov
 23,20
Oleksandr Volynets 21,78
```

```
4. 
ZWEDEN 1.37,50

Jens Petterson 25,59
Patrik Isaksson 26,74
Erik Dorch 23,87

Stefan Nystrand
 21,30
```

```
5. 
ZWITSERLAND 1.37,78

Flori Lang 25,12
Remo Lütolf 26,78
Lorenz Lichti 23,94
Christoph Bühler 21,94
```

```
6. 
RUSLAND 1.37,90

Evgueni Alechine 25,43
Dmitri Komornikov 27,37
Igor Marchenko 23,05

Denis Pimankov
 22,05
```

```
7. 
PORTUGAL 1.38,72

Nuno Laurentino 25,13
Helder Lopes 28,13
Simão Morgado 23,60
Pedro Silva 21,86
```

```
8. 
KROATIË DSQ

Ante Maskovic 25,00
Vanja Rogulj DSQ

Milos Milosevic
 DSQ
Alexei Puninski DSQ
```

### Vrijdag 13 december 2002
```
FINALE 800 METER 
VRIJE SLAG
 VROUWEN

1. 
Eva Risztov
 (Hongarije) 8.14,72 (
Europees record
)
2. 
Flavia Rigamonti
 (Zwitserland) 8.16,16
3. 
Hannah Stockbauer
 (Duitsland) 8.20,92
4. 
Jana Henke
 (Duitsland) 8.21,76
5. Keri-Anne Payne (Groot-Brittannië) 8.25,87
6. Irina Ufimtseva (Rusland) 8.29,51
7. Erika Villaecija (Spanje) 8.30,24
8. Melissa Caballero (Spanje) 8.30,62
```

```
FINALE 400 METER 
WISSELSLAG
 MANNEN

1. 
Alessio Boggiatto
 (Italië) 4.07,44
2. 
Jacob Carstensen
 (Denemarken) 4.08,80
3. 
László Cseh
 (Hongarije) 4.08,96
4. István Bathazi (Hongarije) 4.11,70
5. Dmytro Nazarenko (Oekraïne) 4.12,07
6. Michael Halinka (Israël) 4.13,60
7. Adrian Turner (Groot-Brittannië) 4.14,51
8. Mihail Alexandrov (Bulgarije) 4.16,13
```

```
FINALE 200 METER 
SCHOOLSLAG
 VROUWEN

1. Mirna Jukic (Oostenrijk) 2.21,66
2. Sarah Poewe (Duitsland) 2.21,99
3. Anne Poleska (Duitsland) 2.23,51
4. Yelena Bogomazova (Rusland) 2.24,78
5. 
Ágnes Kovács
 (Hongarije) 2.24,79
6. Diana Remenyi (Hongarije) 2.26,46
7. 
Emma Igelström
 (Zweden) 2.27,02
8. Yekaterina Kormacheva (Rusland) 2.27,29
```

```
FINALE 100 METER 
SCHOOLSLAG
 MANNEN

1. 
Oleg Lisogor
 (Oekraïne) 59,09
2. 
Hugues Duboscq
 (Frankrijk) 59,18
3. Jarno Pihlava (Finland) 59,49
4. Dimitri Komornikov (Rusland) 59,72
5. Maxim Podoprigora (Oostenrijk) 1.00,04
6. Mladen Tepavcevic (Joegoslavië) 1.00,37
7. Remo Lütolf (Zwitserland) 1.00,46
8. Davide Cassol (Italië) 1.00,60
```

```
FINALE 100 METER 
VRIJE SLAG
 VROUWEN

1= Alena Popchanka (Wit-Rusland) 53,66
1= 
Martina Moracova
 (Slowakije) 53,66
3. Petra Dallmann (Duitsland) 54,03
4. Alison Sheppard (Groot-Brittannië) 54,04
5. 
Marleen Veldhuis
 (Nederland) 54,19
6. 
Josefin Lillhage
 (Zweden) 54,50
7. Jana Myskova (Tsjechië) 54,65
8. 
Chantal Groot
 (Nederland) 54,76
```

```
FINALE 100 METER 
RUGSLAG
 VROUWEN

1. 
Antje Buschschulte
 (Duitsland) 58,60
2. Ilona Hlavackova (Tsjechië) 59,61
3. Sarah Price (Groot-Brittannië) 59,83
4. Stanislava Komarova (Rusland) 59,92
5. 
Laure Manaudou
 (Frankrijk) 59,93
6. Louise Ornstedt (Denemarken) 59,97
7. Janine Pietsch (Duitsland) 1.00,01
8. Iryna Amshennikova (Oekraïne) 1.00,58
```

```
FINALE 100 METER 
VLINDERSLAG
 MANNEN

1. 
Thomas Rupprath
 (Duitsland) 50,77
2. 
Andrij Serdinov
 (Oekraïne) 51,57
3. Igor Marchenko (Rusland) 51,61
4. 
James Hickman
 (Groot-Brittannië) 51,66
5. Yevgeny Korotyshkin (Rusland) 51,97
6. Pavel Lagoun (Wit-Rusland) 52,30
7. Tero Valimää (Finland) 52,51
8. 
Denys Sylantjev
 (Oekraïne) 52,58
```

```
FINALE 50 METER 
VLINDERSLAG
 VROUWEN

1. 
Anna-Karin Kammerling
 (Zweden) 25,78
2. Lina Hallander (Zweden) 26,74
3. Vered Borochovski (Israël) 26,87
4. 
Chantal Groot
 (Nederland) 27,01
5. Judith Draxler (Oostenrijk) 27,13
6. Fabienne Nadarajah (Oostenrijk) 27,18
7. Nele Hofmann (Duitsland) 27,37
8. Angela San Juan (Spanje) 27,57
```

```
FINALE 50 METER 
RUGSLAG
 MANNEN

1. 
Thomas Rupprath
 (Duitsland) 23,66
2. 
Stev Theloke
 (Duitsland) 24,29
3. Darius Grigalionis (Litouwen) 24,62
4. 
Örn Arnarson
 (Israël) 24,70
5. Peter Horváth (Hongarije) 24,80
6. 
Peter Mankoč
 (Slovenië) 24,86
7. 
Bastiaan Tamminga
 (Nederland) 24,88
8. Miro Zeravica (Kroatië) 24,90
```

```
FINALE 4×50 METER 
VRIJE SLAG
 VROUWEN
```

```
1. 
ZWEDEN 1.38,65

Josefin Lillhage
 25,49

Therese Alshammar
 23,97

Anna-Karin Kammerling
 24,11
Cathrin Carlzon 25,08
```

```
2. 
WIT-RUSLAND 1.39,03

Aliaksandra Herasimenia 24,95
Hanna Shcherba 24,81
Sviatlana Khakhlova 24,59
Alena Popchanka 24,68
```

```
3. 
DUITSLAND 1.39,56

Antje Buschschulte
 24,83
Dorothea Brandt 24,96
Petra Dallmann 24,96
Janine Pietsch 24,81
```

```
4. 
NEDERLAND 1.39,64

Marleen Veldhuis
 25,22

Suze Valen
 24,72

Annabel Kosten
 24,80

Chantal Groot
 24,90
```

```
5. 
TSJECHIË 1.39,82

Sandra Kazikova 25,76
Petra Klosova 24,78
Ilona Hlavackova 24,77
Jana Myskova 24,51
```

```
6. 
GROOT-BRITTANNIË 1.41,08

Alison Sheppard 24,72
Rosalind Brett 25,27
Melanie Marshall 25,21
Sarah Price 25,88
```

```
7. 
DENEMARKEN 1.42,21

Jeanette Ottesen 25,90
Karen Egdal 25,16
Eva Zachariassen 25,63

Sophia Skou
 25,52
```

```
8. 
FRANKRIJK 1.42,43

Aurore Mongel 26,17

Laure Manaudou
 25,24

Solenne Figuès
 25,48

Malia Metella
 25,54
```

### Zaterdag 14 december 2002
```
FINALE 1500 METER 
VRIJE SLAG
 MANNEN

1. 
Joeri Priloekov
 (Rusland) 14.35,06 (
Europees record
)
2. David Davies (Groot-Brittannië) 14.42,51
3. Christian Minotti (Italië) 14.51,43
4. Dmitry Koptur (Wit-Rusland) 14.55,06
5. Thomas Lurz (Duitsland) 14.57,54
6. Igor Chervynskiy (Oekraïne) 15.00,63
7. Spyridon Gianniotis (Griekenland) 15.04,67
8. Bojan Zdesar (Slovenië) 15.10,82
```

```
FINALE 400 METER 
VRIJE SLAG
 VROUWEN

1. 
Eva Risztov
 (Hongarije) 4.01,95
2. 
Jana Klotsjkova
 (Oekraïne) 4.04,50
3. 
Hannah Stockbauer
 (Duitsland) 4.07,48
4= Irina Oufimtseva (Rusland) 4.09,19
4= Kerianne Payne (Groot-Brittannië) 4.09,19
6. Erika Villaecija (Spanje) 4.09,21
7. Regina Sytch (Rusland) 4.10,76
8. Lotta Wanberg (Zweden) 4.11,57
```

```
FINALE 100 METER 
WISSELSLAG
 VROUWEN

1. 
Martina Moravcová
 (Slowakije) 1.00,21
2. Alison Sheppard (Groot-Brittannië) 1.00,99
3. Alenka Kejzar (Slovenië) 1.01,43
4. Hanna Shcherba (Wit-Rusland) 1.01,69
5. Hanna Eriksson (Zweden) 1.02,08
6. Julie-Hjørt Hansen (Denemarken) 1.02,25
7. Tatiana Rouba (Spanje) 1.02,48
8. 
Hanna-Maria Seppälä
 (Finland) 1.03,13
```

```
FINALE 200 METER 
VLINDERSLAG
 MANNEN

1. Stephan Parry (Groot-Brittannië) 1.52,91
2. 
James Hickman
 (Groot-Brittannië) 1.53,02
3. Ioan Gherghel (Roemenië) 1.55,49
4. 
Denys Sylantjev
 (Oekraïne) 1.55,62
5. Tamas Kerekjarto (Hongarije) 1.55,65
6. Nikolai Skvortsov (Rusland) 1.57,21
7. Sergiy Advena (Oekraïne) 1.57,46
8. Zsolt Gaspar (Hongarije) 1.57,85
```

```
FINALE 100 METER 
VRIJE SLAG
 MANNEN

1. 
Lorenzo Vismara
 (Italië) 47,33
2. 
Jere Hård
 (Finland) 48,15
3. 
Johan Kenkhuis
 (Nederland) 48,23
4. 
Stefan Nystrand
 (Zweden) 48,26
5. 
Denis Pimankov
 (Rusland) 48,50
6. Rolandas Gimbutis (Litouwen) 48,53
7. Stefan Herbst (Duitsland) 48,59
8. 
Mark Veens
 (Nederland) 49,02
```

```
FINALE 50 METER 
RUGSLAG
 VROUWEN

1. 
Antje Buschschulte
 (Duitsland) 27,62
2. Ilona Hlavackova (Tsjechië) 27,75
3. Janine Pietzch (Duitsland) 27,88
4. Louise Ornstedt (Denemarken) 28,00
5. 
Laure Manaudou
 (Frankrijk) 28,23
6. Sanja Jovanovic (Kroatië) 28,33
7. Iryna Amshennikova (Oekraïne) 28,55
8. Dominique Diezl (Zwitserland) 28,64
```

FINALE 50 METER SCHOOLSLAG MANNEN
```
1. 
Oleg Lisogor
 (Oekraïne) 26,94
2. 
Mark Warnecke
 (Duitsland) 27,15
3. 
Jens Kruppa
 (Duitsland) 27,36
4. Remo Lütolf (Zwitserland) 27,40
5. Mladen Tepavcevic (Joegoslavië) 27,52
6= Jarno Pihlava (Finland) 27,55
6= Patrik Isaksson (Zweden) 27,55
8. 
Hugues Duboscq
 (Frankrijk) 27,61
```

```
FINALE 4×50 METER 
WISSELSLAG
 VROUWEN
```

```
1. 
ZWEDEN 1.48,42

Jennie Lind 28,97

Emma Igelström
 30,11

Anna-Karin Kammerling
 25,55

Therese Alshammar
 23,79
```

```
2. 
DUITSLAND 1.49,25

Janine Pietsch 28,05
Sarah Poewe 30,83
Nele Hofmann 26,62

Antje Buschschulte
 23,75
```

```
3. 
NEDERLAND 1.50,56

Suze Valen
 28,62

Madelon Baans
 31,49

Chantal Groot
 26,37

Marleen Veldhuis
 24,08
```

```
4. 
GROOT-BRITTANNIË 1.51,54

Sarah Price 28,62
Alison Sheppard 31,09
Rosalind Brett 26,90
Melanie Marshall 24,93
```

```
5. 
OEKRAÏNE 1.51,72

Iryna Amshennikova 28,69

Svetlana Bondarenko
 31,65

Jana Klotsjkova
 26,75
Olga Mukomol 24,63
```

```
6. 
TSJECHIË 1.52,00

Ilona Hlavackova 28,10
Petra Chocova 31,77
Jana Myskova 27,31
Petra Klosova 24,82
```

```
7. 
FRANKRIJK 1.54,85

Laure Manaudou
 28,55
Delphine Le Prest 33,45
Aurore Mongel 27,67

Solenne Figuès
 25,18
```

```
8. 
ZWITSERLAND 1.55,08

Carla Stampfli 28,95
Céline Baillod 32,50
Dominique Diezi 27,39
Sandrine Paquier 26,24
```

### Zondag 15 december 2002
```
FINALE 400 METER 
WISSELSLAG
 VROUWEN

1. 
Jana Klotsjkova
 (Oekraïne) 4.29,81
2. 
Eva Risztov
 (Hongarije) 4.33,09
3. Alenka Kejzar (Slovenië) 4.33,80
4. Federica Biscia (Italië) 4.38,65
5. Paula Carballido (Spanje) 4.42,09
6. Diana Remenyi (Hongarije) 4.44,00
7. Roser Vives (Spanje) 4.44,98
8. Elisabeth Jarland (Noorwegen) 4.46,58
```

```
FINALE 200 METER 
SCHOOLSLAG
 MANNEN

1. Davide Rummolo (Italië) 2.07,70
2. Maxim Podoprigora (Oostenrijk) 2.09,87
3. Richard Bodor (Hongarije) 2.10,62
4. Andrew Bree (Ierland) 2.10,70
5. Jakob Sveinsson (Israël) 2.11,19
6. Kamil Kasprowicz (Duitsland) 2.11,53
7. 
Thijs van Valkengoed
 (Nederland) 2.12,63
8. Anders Wold (Noorwegen) 2.14,12
```

```
FINALE 200 METER 
VRIJE SLAG
 VROUWEN

1. Alena Popchanka (Wit-Rusland) 1.55,91
2. 
Solenne Figuès
 (Frankrijk) 1.56,26
3. 
Josefin Lillhage
 (Zweden) 1.56,57
4. Petra Dallmann (Duitsland) 1.57,56
5. Laura Roca (Spanje) 1.57,84
6. Alessa Ries (Duitsland) 1.57,90
7. Tatiana Rouba (Spanje) 1.57,96
8. Julie-Hjørt Hansen (Denemarken) 1.58,20
```

```
FINALE 100 METER 
WISSELSLAG
 MANNEN

1. 
Peter Mankoč
 (Slovenië) 53,05
2. 
Jani Sievinen
 (Finland) 53,58
3. 
Oleg Lisogor
 (Oekraïne) 53,65
4. 
Jens Kruppa
 (Duitsland) 54,18
5. Jakob Andersen (Denemarken) 54,47
6. Vytautas Janusaitis (Litouwen) 55,04
7. Sergiy Sergeyev (Oekraïne) 55,09
8. Pavel Tomecek (Tsjechië) 55,68
```

```
FINALE 100 METER 
SCHOOLSLAG
 VROUWEN

1. Sarah Poewe (Duitsland) 1.06,67
2. Mirna Jukic (Oostenrijk) 1.07,11
3. 
Ágnes Kovács
 (Hongarije) 1.07,97
4. Yelena Bogomazova (Rusland) 1.08,00
5. 
Madelon Baans
 (Nederland) 1.08,28
6. Petra Chocova (Tsjechië) 1.08,84
7. Majken Thorup (Denemarken) 1.08,93
8. Natalia Hissamutdinova (Estland) 1.09,51
```

```
FINALE 200 METER 
VRIJE SLAG
 MANNEN

1. 
Emiliano Brembilla
 (Italië) 1.45,39
2. Kvetoslav Svoboda (Tsjechië) 1.45,45
3. Matteo Pelliciari (Italië) 1.45,79
4. Stefan Herbst (Duitsland) 1.45,83
5. Saulius Binevicius (Litouwen) 1.45,85
6. Simon Burnett (Groot-Brittannië) 1.45,88
7. Nikolaos Xylouris (Griekenland) 1.47,45
8. Romans Miloslavskis (Letland) 1.47,91
```

```
FINALE 100 METER 
VLINDERSLAG
 VROUWEN

1. 
Martina Moravcová
 (Slowakije) 56,82
2. 
Anna-Karin Kammerling
 (Zweden) 57,94
3. 
Mette Jacobsen
 (Denemarken) 59,09
4. Vered Borochovski (Israël) 59,45
5. Lena Hallander (Zweden) 59,94
6. Francesca Segat (Italië) 1.00,20
7. Natalya Sutiagina (Rusland) 1.00,28
8. Aurore Mongel (Frankrijk) 1.00,86
```

```
FINALE 100 METER 
RUGSLAG
 MANNEN

1. 
Thomas Rupprath
 (Duitsland) 51,51
2. 
Stev Theloke
 (Duitsland) 51,71
3. 
Örn Arnarson
 (IJsland) 51,91
4. Darius Grigalionis (Litouwen) 52,73
5. Derya Buyukunçu (Turkije) 53,22
6. Yeveeny Aleshin (Rusland) 53,29
7. Peter Horváth (Hongarije) 53,39
8. Volodymyr Nikolaychuk (Oekraïne) 53,70
```

```
FINALE 200 METER 
RUGSLAG
 VROUWEN

1. Sarah Price (Groot-Brittannië) 2.05,19
2. 
Antje Buschschulte
 (Duitsland) 2.06,26
3. Stanislava Komorova (Rusland) 2.07,57
4. Iryna Amshennikova (Oekraïne) 2.08,02
5. Louise Ornstedt (Denemarken) 2.08,26
6. Karen Lee (Groot-Brittannië) 2.10,27
7. Sanja Jovanovic (Kroatië) 2.13,69
8. Derya Erke (Turkije) 2.15,35
```

```
FINALE 50 METER 
VLINDERSLAG
 MANNEN

1. 
Jere Hård
 (Finland) 23,47
2. 
Milos Milosevic
 (Kroatië) 23,62
3. Igor Marchenko (Rusland) 23,75
4. Apostolos Tsagkarakis (Griekenland) 23,78
5. Pavel Lagoun (Wit-Rusland) 23,81
6. 
Andrij Serdinov
 (Oekraïne) 23,83
7. Alexei Puninski (Kroatië) 23,93
8. Johannes Dietrich (Duitsland) 23,99
```

```
FINALE 50 METER 
VRIJE SLAG
 VROUWEN

1. Alison Sheppard (Groot-Brittannië) 24,20
2. Alexandra Herasimenia (Wit-Rusland) 24,74
3. 
Anna-Karin Kammerling
 (Zweden) 24,98
4. 
Chantal Groot
 (Nederland) 25,06
5. Dorothea Brandt (Duitsland) 25,14
6. 
Hanna-Maria Seppälä
 (Finland) 25,25
7. Judith Draxler (Oostenrijk) 25,27
8. 
Suze Valen
 (Nederland) 25,29
```

```
FINALE 4×50 METER 
VRIJE SLAG
 MANNEN
```

```
1. 
NEDERLAND 1.26,41

Johan Kenkhuis
 21,76

Gijs Damen
 21,73

Ewout Holst
 21,65

Mark Veens
 21,27
```

```
2. 
ITALIË 1.26,63

Lorenzo Vismara
 21,66
Christian Galenda 21,83 43,49
Michele Scarica 21,48

Domenico Fioravanti
 21,66
```

```
3. 
OEKRAÏNE 1.26,83

Denys Sylantjev
 22,51
Oleksandr Volynets 21,25

Oleg Lisogor
 21,72
Vyacheslav Shyrshov 21,35
```

```
4. 
DUITSLAND 1.27,27

Thomas Rupprath
 22,69
Carsten Dehmlow 21,50
Stephan Kunzelmann 21,77
Torsten Spanneberg 21,31
```

```
5. 
ZWEDEN 1.27,45

Markus Piehl 22,48

Stefan Nystrand
 21,29
Per Nylin 21,95
Jonas Tilly 21,73
```

```
6. 
SLOVENIË 1.28,38

Peter Mankoč
 21,88
Matjaz Markic 22,15
Emil Tahirovic 22,37
Blaz Medvesek 21,98
```

```
7. 
FINLAND 1.28,71

Jere Hård
 22,11

Jani Sievinen
 21,85
Tero Välimaa 22,60
Matti Rajakyla 22,15
```

```
8. 
FRANKRIJK 1.28,93

Julien Sicot 22,08

Romain Barnier
 22,09
Germain Cayette 22,19
Xavier Marchand 22,57
```

## Medailleklassement
| Plaats | Land                | Goud | Zilver | Brons | Totaal |
| 1      | Duitsland           | 7    | 7      | 8     | 22     |
| 2      | Italië              | 5    | 2      | 2     | 9      |
| 2      | Zweden              | 5    | 2      | 2     | 9      |
| 4      | Oekraïne            | 4    | 2      | 3     | 9      |
| 5      | Verenigd Koninkrijk | 3    | 4      | 1     | 8      |
| 6      | Hongarije           | 3    | 2      | 3     | 8      |
| 7      | Slowakije           | 3    | 0      | 0     | 3      |
| 8      | Finland             | 2    | 3      | 1     | 6      |
| 9      | Wit-Rusland         | 2    | 2      | 1     | 5      |
| 10     | Oostenrijk          | 1    | 2      | 0     | 3      |
| 11     | Rusland             | 1    | 1      | 3     | 5      |
| 11     | Slovenië            | 1    | 1      | 3     | 5      |
| 13     | Nederland           | 1    | 0      | 2     | 3      |
| 14     | IJsland             | 1    | 0      | 1     | 2      |
| 15     | Tsjechië            | 0    | 3      | 0     | 3      |
| 16     | Denemarken          | 0    | 2      | 1     | 3      |
| 17     | Frankrijk           | 0    | 2      | 0     | 2      |
| 18     | Kroatië             | 0    | 1      | 1     | 2      |
| 19     | Zwitserland         | 0    | 1      | 0     | 1      |
| 20     | Litouwen            | 0    | 0      | 2     | 2      |
| 21     | Spanje              | 0    | 0      | 1     | 1      |
| 21     | Griekenland         | 0    | 0      | 1     | 1      |
| 21     | Israël              | 0    | 0      | 1     | 1      |
| 21     | Roemenië            | 0    | 0      | 1     | 1      |
| Totaal | Totaal              | 39   | 37     | 38    | 114    |